# Athysanus kanoi
Athysanus kanoi är en insektsart som beskrevs av Matsumura 1940. Athysanus kanoi ingår i släktet Athysanus och familjen dvärgstritar. Inga underarter finns listade i Catalogue of Life.